# Ion Șerban Dobronăuțeanu
Ion Șerban Dobronăuțeanu (n. 31 octombrie 1968, Bacău, România) este Președinte adjunct (Deputy President) al Federației Europene de Șah. Este absolvent al Universității Politehnice și al Academiei de Studii Economice din București, doctor în Economie din anul 2014. Vorbește fluent limbile: română, engleză și franceză.
Ion Șerban Dobronăuțeanu lucreaza în domeniul vinului și este vicepreședinte al Patronatului Național al Viei și Vinului.

## În domeniul șahului
Ion Șerban Dobronăuțeanu este Maestru al Sportului, coeficient ELO 2220. În timpul junioratului a fost membru în echipe medaliate la Campionatele Naționale pe echipe.
A organizat mai multe ediții ale Open București și numeroase evenimente șahistice pe plan intern. A organizat meciurile dintre Anatoli Karpov și Andrei Istrațescu în anul 2005 și între campionii mondial și european ai momentului Vaselin Topalov – Liviu Dieter Nisipeanu, 2006. Membru în comitetul de organizare al Turneului Regilor, România, mai multe ediții.
În perioada ianuarie 2006 - februarie 2010 a fost președintele Federației Române de Șah. În prezent este Delegat Permanent al Federației Române de Șah la Federația Mondială de Șah - FIDE și Federația Europeana de Șah - ECU.
Este membru fondator, a fost președinte și vicepreședinte (prin rotație) al Federației Balcanice de Șah. Ion Șerban Dobronăuțeanu este inițiatorul Circuitului Balcanic „Grand Prix”.
Începând cu luna octombrie 2010 a fost ales Vicepreședinte al Federației Europene de Șah (ECU), iar după alegerile din luna august 2014 este Președinte adjunct al ECU și la al doilea mandat ca membru al Comisiei de Etică a Federației Mondiale de Șah.

## Legături externe
- Federatia Romana de Sah
- federatia mondiala a sahului
- federatia europeana de sah